# Slavko Janevski
Slavko Janevski [jáneŭski], makedonski pesnik, pisatelj, prevajalec in esejist, * 11. januar 1920, Skopje, † 20. januar 2000, Skopje.
Janevski je eden najpomembnejših makedonskih književnih ustvarjalcev. Uveljavil se je na več književnih zvrsteh. Zaradi specifičnih razmer se je makedonska književnost pojavila razmeroma pozno, tako velja roman Janjevskega Vas za sedmimi jeseni za prvi sodobni makedonski roman sploh. Ves čas je pisal tudi pesmi in objavil  več zbirk. V pesmih so pogosto motivi iz NOB, katere je bil pesnik tudi sam aktivni udeleženec. Kot prevajalec pa je prevajal predvsem pesmi iz srbohrvaščine in ruščine. Pisal pa je tudi scenarije za filme. Za roman Dve Mariji in mesečnik je leta 1964 dobil nagrado 11. oktomvri. Leta 1968 je prejel nagrado AVNOJ.

## Dela

### Pesniške zbirke
- Krava orglarica
- Pesmi
- Lirika
- Kruh in kamen

### Pesnitev
- Egejska smodnikova pravljica

### Novele
- Ulica
- Ljudje in klovni

### Romani
- Vas za sedmimi jeseni
- Dve Mariji/Mesečnik

### Zbirka potopisev
- Grenke legende

### Knjige za otroke
- Prepevajoče črke
- Milijon velikanov